# Lijst van nummer 1-hits in Canada in 2012
Deze hits stonden in 2012 op nummer 1 in de Canadian Hot 100, de bekendste hitlijst in Canada.
| Datum        | Artiest                       | Titel                                   |
| ------------ | ----------------------------- | --------------------------------------- |
| 7 januari    | LMFAO                         | Sexy and I know it                      |
| 14 januari   | LMFAO                         | Sexy and I know it                      |
| 21 januari   | Rihanna & Calvin Harris       | We found love                           |
| 28 januari   | Rihanna & Calvin Harris       | We found love                           |
| 4 februari   | Rihanna & Calvin Harris       | We found love                           |
| 11 februari  | Carly Rae Jepsen              | Call me maybe                           |
| 18 februari  | Carly Rae Jepsen              | Call me maybe                           |
| 25 februari  | Madonna, Nicki Minaj & M.I.A. | Give me all your luvin'                 |
| 3 maart      | Katy Perry                    | Part of me                              |
| 10 maart     | Carly Rae Jepsen              | Call me maybe                           |
| 17 maart     | Carly Rae Jepsen              | Call me maybe                           |
| 24 maart     | Flo Rida & Sia                | Wild Ones                               |
| 31 maart     | Flo Rida & Sia                | Wild ones                               |
| 7 april      | Fun. & Janelle Monáe          | We are young                            |
| 14 april     | Justin Bieber                 | Boyfriend                               |
| 21 april     | Gotye & Kimbra                | Somebody that I used to know            |
| 28 april     | Gotye & Kimbra                | Somebody that I used to know            |
| 5 mei        | Gotye & Kimbra                | Somebody that I used to know            |
| 12 mei       | Gotye & Kimbra                | Somebody that I used to know            |
| 19 mei       | Gotye & Kimbra                | Somebody that I used to know            |
| 26 mei       | Gotye & Kimbra                | Somebody that I used to know            |
| 2 juni       | Maroon 5 & Wiz Khalifa        | Payphone                                |
| 9 juni       | Maroon 5 & Wiz Khalifa        | Payphone                                |
| 16 juni      | Maroon 5 & Wiz Khalifa        | Payphone                                |
| 23 juni      | Maroon 5 & Wiz Khalifa        | Payphone                                |
| 30 juni      | Maroon 5 & Wiz Khalifa        | Payphone                                |
| 7 juli       | Maroon 5 & Wiz Khalifa        | Payphone                                |
| 14 juli      | Maroon 5 & Wiz Khalifa        | Payphone                                |
| 21 juli      | Maroon 5 & Wiz Khalifa        | Payphone                                |
| 28 juli      | Katy Perry                    | Wide Awake                              |
| 4 augustus   | Flo Rida                      | Whistle                                 |
| 11 augustus  | Flo Rida                      | Whistle                                 |
| 18 augustus  | Katy Perry                    | Wide awake                              |
| 25 augustus  | Katy Perry                    | Wide awake                              |
| 1 september  | Taylor Swift                  | We are never ever getting back together |
| 8 september  | Owl City & Carly Rae Jepsen   | Good time                               |
| 15 september | Taylor Swift                  | We are never ever getting back together |
| 22 september | Taylor Swift                  | We are never ever getting back together |
| 29 september | Taylor Swift                  | We are never ever getting back together |
| 6 oktober    | PSY                           | Gangnam style                           |
| 13 oktober   | PSY                           | Gangnam style                           |
| 20 oktober   | PSY                           | Gangnam style                           |
| 27 oktober   | PSY                           | Gangnam style                           |
| 3 november   | PSY                           | Gangnam style                           |
| 10 november  | PSY                           | Gangnam style                           |
| 17 november  | PSY                           | Gangnam style                           |
| 24 november  | Rihanna                       | Diamonds                                |
| 1 december   | Rihanna                       | Diamonds                                |
| 8 december   | Rihanna                       | Diamonds                                |
| 15 december  | Rihanna                       | Diamonds                                |
| 22 december  | Bruno Mars                    | Locked out of heaven                    |
| 29 december  | Bruno Mars                    | Locked out of heaven                    |